# Chac
I maya-mytologien er Chac (nogle gange stavet Chaac) regn- og tordengud, samt vigtig som frugtbarheds- og landbrugs-gud.
Som andre af mayaernes guder, tænkte man nogle gange på Chac som én gud og andre gange på fire forskellige guder baseret på de fire verdenshjørner: "Chac Xib Chac", Røde Chac fra Øst; "Sac Xib Chac", Hvide Chac fra Nord; "Ek Xib Chac" Sorte Chac fra Vest" og "Kan Xib Chac", Gule Chac fra Syd. I kunst bliver han nogle gange afbildet som en gammel mand med krybdyrs- eller amfibiske træk, med hugtænder og en lang næse, og nogle gange med tårer fra øjnene (symboliserende regn), bærende på en økse (der forårsagede torden). Han blev forbundet med frøen.
Andre mayaudtryk som refererede til Chac var Ah Tzenul ("han der giver mad til andre mennesker"), Hopop Caan ("han der oplyser himlen") og Ah Hoya ("han der lader vandet").
I andre mesoamerikanske kulturer havde regnguden blandt andre navnene Cocijo (zapotetisk) og Tlaloc (aztetisk).
Selvom de fleste af Mesoamerikas gamle guder for længst er glemt af nutidens efterkommere af den oprindelige befolkning, så kan det dokumenteres at helt ind i det 20. århundrede, særligt i tørkeperioder, bad ellers kristne mayabønder til Chac'erne. Antropologer har dokumenteret at andre bønner som stadig anvendes, er helt identiske med præ-columbianske bønner til Chac, bortset fra at navnet Chac er erstattet med Sankt Thomas.
Guden Chac skal ikke forveksles med den maya-toltekiske figur Chac Mool.